# 阿爾諾湖 (奧波奇卡區)
56°51′18″N 29°19′00″E / 56.85500°N 29.31667°E
阿爾諾湖（俄语：Арно），是俄羅斯的湖泊，位於該國西北部，由普斯科夫州負責管轄，處於奧波奇卡區，面積0.39平方公里，海拔高度246米，集水區面積6.1平方公里，平均水深5米，最大水深8米。